# Pauly D
Pour les articles homonymes, voir Pauly.
 (septembre 2012).
Si vous disposez d'ouvrages ou d'articles de référence ou si vous connaissez des sites web de qualité traitant du thème abordé ici, merci de compléter l'article en donnant les références utiles à sa vérifiabilité et en les liant à la section « Notes et références ».
Pauly D, de son vrai nom Paul DelVecchio, est né le 5 juillet 1980 à Providence, Rhode Island (États-Unis). Il est surtout connu pour avoir participé au MTV reality show, Bienvenue à Jersey Shore.
Après six saisons de Bienvenue à Jersey Shore, il eut sa propre émission, Pauly D project, qui suit son parcours de DJ et notamment sa rencontre avec 50 Cent et la signature sur son label.
En octobre 2013, il a annoncé qu'il était le père d'une fille, Amabella Sophia, née dans le New Jersey .